# بطاقة الهوية السودانية
الرقم القومي في السودان والذي يُعرف أيضًا ببطاقة الهوية الوطنية هو وثيقة رسمية تُستخدم لتحديد هوية المواطن السوداني. تعتبر هذه الوثيقة أساسية في تعزيز حقوق الأفراد وتنظيم الحياة الاجتماعية والاقتصادية والسياسية في البلاد.

## دلالات الأرقام
يتكون الرقم القومي السوداني من 14 رقمًا، ويحتوي على معلومات تحمل دلالات محددة:
- الأرقام الأولى (السنة والشهر واليوم): تشير إلى تاريخ الميلاد. على سبيل المثال، إذا كان الرقم يبدأ بـ "89"، فهذا يعني أن الشخص وُلِد في عام 1989.
- الأرقام الوسطى (الرقم التسلسلي): تمثل الرقم التسلسلي للفرد، مما يساعد في تمييز الأشخاص الذين لديهم نفس تاريخ الميلاد. هذه الأرقام تكون عشوائية، مما يضمن عدم تكرار الأرقام بين المواطنين.
- الرقم الأخير (رقم التحقق): يُستخدم كرقم تحقق خاص يُساعد في تأكيد صحة الرقم القومي. يُستخدم هذا الرقم في أنظمة التحقق من الهوية لتقليل التزوير.

يستخدم الرقم القومي لتسجيل الناخبين؛ لتعزيز نزاهة وشفافية العملية الإنتخابية ومنع التلاعب. كذلك يعبر الرقم القومي شرطًا أساسيًا للتسجيل والإستفادة من الخدمات في المؤسسات المختلفة، مثل: المؤسسات التعليمية والصحية.
قد يواجه بعض المواطنين صعوبة في الحصول على الرقم القومي؛ بسبب البيروقراطية أو نقص المعلومات.